# Clément Lhotellerie

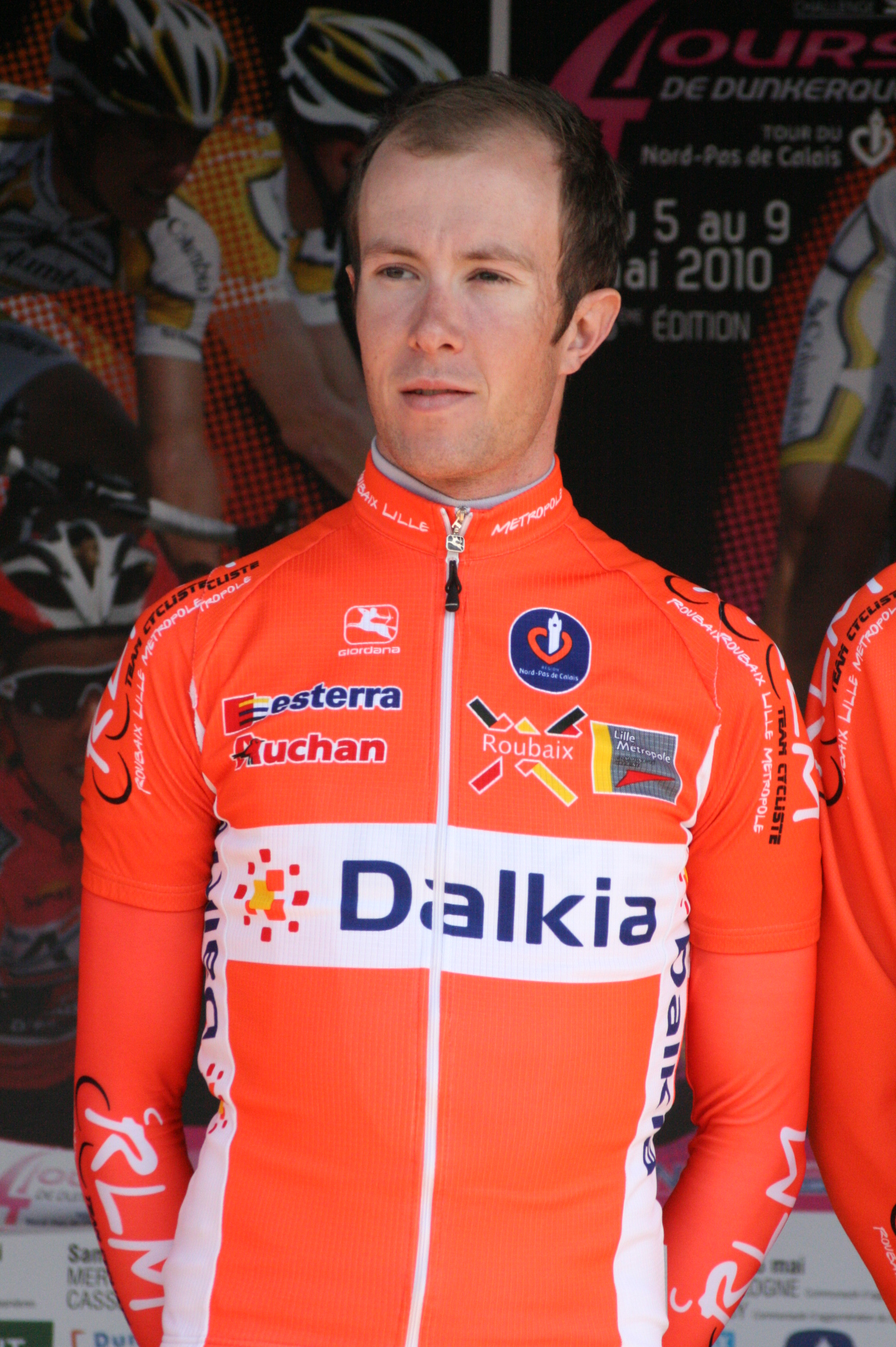
Clément Lhotellerie bei den Vier Tagen von Dünkirchen 2010

Clément Lhotellerie (* 9. März 1986 in Charleville-Mézières) ist ein ehemaliger  französischer Radrennfahrer.

## Karriere
Clément Lhotellerie wurde 2003 französischer Crossmeister in der Junioren-Klasse. In der folgenden Saison konnte er seinen Titel verteidigen. Zwei Jahre später gewann er den nationalen Meistertitel in der U23-Klasse. Außerdem entschied er 2006 die Gesamtwertung des Circuit de Saône-et-Loire für sich.
Ende der Saison fuhr er bei dem französischen ProTeam Crédit Agricole als Stagiaire. Von 2007 bis 2009 stand er dann jedoch bei dem niederländischen Professional Continental Team Skil-Shimano unter Vertrag. Bei der Fernfahrt Paris–Nizza 2008 gewann er die Bergwertung. Außerdem wurde er bei der dritten Etappe im Sprint einer Ausreißergruppe nur knapp von Kjell Carlström geschlagen und wurde so Zweiter.
Am 26. April 2009 wurde Lhotellerie während Lüttich–Bastogne–Lüttich positiv auf die Doping-Substanz Methylhexanamin getestet und umgehend von seinem Team Vacansoleil entlassen. Eine zunächst vom französischen Verband ausgesprochene zweijährige Sperre wurde im Herbst 2009 auf nur fünf Monate reduziert.
Nach Ablauf seiner Dopingsperre fand Lhotellerie 2010 zunächst mit dem Continental Team Roubaix Lille Métropole einen neuen Arbeitgeber. Mit einem Jahr Unterbrechung wechselte er für zwei Jahre zum belgischen Team Colba-Superano Ham. Mit dem Gewinn des Flèche Ardennaise 2012 erzielte er den einzigen internationalen Sieg seiner Karriere.
Nachdem Lhotellerie 2014 ohne Team geblieben war, kehrte er zum Cyclocross zurück und absolvierte 2014/2015 eine komplette Cyclocross-Saison. Im Januar 2015 gewann er den nationalen Titel im Cyclocross der Elite, international blieb er ohne zählbaren Erfolg.
Im Mai 2015 erklärte Lhotellerie im Alter von 29 Jahren seinen Rücktritt als Radrennfahrer.

## Erfolge

### Cyclocross
2002/2003
 Französischer Meister (Junioren)
2003/2004
 Weltmeisterschaften (Junioren)
 Europameisterschaften (Junioren)
 Französischer Meister (Junioren)
2005/2006
 Französischer Meister (U23)
2014/2015
 Französischer Meister

### Straße
2008
- Bergwertung Paris–Nizza

2012
- Flèche Ardennaise